# Elisabeth Consbruch
Elisabeth Consbruch (* 7. Januar 1863 in Altenkirchen (Westerwald); † 20. Mai 1938 in Kassel) war eine deutsche Pädagogin und Frauenrechtlerin und 1919 eine der sechs ersten in die 72 Mitglieder umfassende Stadtverordnetenversammlung von Kassel gewählten Frauen.

## Leben
Ihre Eltern waren Ludwig Friedrich Wilhelm Consbruch (1820–1887), zuletzt königlich-preußischer Geheimer Oberjustizrat und bis 1886 Präsident des Oberlandesgerichts Kassel, und dessen Ehefrau Maria geb. Sonnenschmidt (1837–1909). Nach Schulbesuch in Celle und ab 1879 in Kassel engagierte sie sich intensiv in caritativen Vereinigungen aller Art. Sie arbeitete im Frauenverein für Krankenpflege, war Lehrerin an der Sonntagsschule und gründete 1895 den Jungfrauenverein St. Martin an der Martinskirche, Vorläufer des Christlichen Vereins Junger Mädchen in Kassel.
Im Juni 1899 war sie Mitbegründerin des Deutsch-Evangelischen Frauenbunds (DEFB), als Schriftführerin eine der fünf Frauen im Hauptvorstand und bis 1931 auch Leiterin der Kasseler Ortsgruppe. Daneben war sie stellvertretende Vorsitzende der Städtischen Stellenvermittlung für weibliche Stellensuchende, die im April 1902 vom „Verband Casseler Frauenvereine“ (VCF) übernommen worden war. Im VCF hatten sich kurz zuvor auf Anregung und unter dem Vorsitz von Auguste Förster (1848–1926) acht Kasseler Frauenvereine zusammengeschlossen, und Consbruch wurde später Försters Nachfolgerin als Vorsitzende des Verbands. Im 1902 gegründeten „Verband der Berufsarbeiterinnen der Inneren Mission der evangelischen Kirche“ wurde Consbruch im Jahre 1904 auf der Konferenz zur Ausarbeitung der Verbandsverfassung zur Leiterin der permanenten Arbeitsgruppe „Jugendpflege und Wortverkündigung“ gewählt. Dem DEFB galt jedoch ab 1899 ihr größtes Engagement. Bereits 1902 eröffnete der Kasseler DEFB in ein Heim für gewerbliche Arbeiterinnen, das Marienheim. 1909 wurde auf Initiative von Elisabeth Consbruchs DEFB-Ortgruppe und dem Mediziner Felix Blumenfeld ein Kinderheim eröffnet, das innerhalb weniger Jahre zum Kinderkrankenhaus Park Schönfeld wurde.
Nachdem am 12. November 1918 das aktive und passive Frauenwahlrecht in Deutschland eingeführt worden war, kandidierte die über die Grenzen Kassels hinaus bekannte Consbruch auf der Liste der Deutschnationalen Volkspartei (DNVP) bei der Wahl zur Nationalversammlung am 19. Januar 1919 – allerdings erfolglos. Sechs Wochen später, am 2. März 1919, wurde sie dann für die DNVP zur Stadtverordneten in Kassel gewählt. Sie war insgesamt drei Legislaturperioden bis zum 4. Februar 1933 im Stadtparlament tätig und war vom 17. Oktober 1927 bis zum 17. Dezember 1929 gleichzeitig ehrenamtliche (unbesoldete) Stadträtin.

## Ehrung
Auf der Marbachshöhe in Kassel-Wilhelmshöhe ist eine Straße nach ihr benannt. Dort befinden sich ebenso die nach den 1919 in die Stadtverordnetenversammlung gewählten Frauen Minna Bernst, Julie von Kästner, Johanna Wäscher und Amalie Wündisch und nach der ebenfalls 1919 gewählten ersten Kasseler Stadträtin Johanna Vogt benannten Straßen.